# Three. Two. One.
Three. Two. One. è il primo album in studio della cantante canadese Lennon Stella, pubblicato il 24 aprile 2020 su etichetta discografica Records, facente parte della famiglia della Columbia Records.

## Tracce
1. Much Too Much – 3:30
2. Kissing Other People – 2:41
3. Games – 2:24
4. Fear of Being Alone – 2:51
5. Pretty Boy – 3:08
6. Golf on TV (feat. JP Saxe) – 3:11
7. Older Than I Am – 3:01
8. Bent Over Backwards – 3:12
9. Jealous – 2:02
10. Since I Was a Kid – 3:00
11. Weakness (Huey Lewis) (feat. Maisy Stella) – 7:47
12. Save Us – 3:01
13. Goodnight – 2:56

## Successo commerciale
Three. Two. One. è risultato l'ingresso più alto nella Billboard Canadian Albums nella pubblicazione del 9 maggio 2020, debuttando alla 10ª posizione. Nel Regno Unito, invece, ha esordito al numero 91 della Official Albums Chart con 1 127 unità distribuite nel corso della sua prima settimana di disponibilità.

## Classifiche
| Classifica (2020) | Posizione massima |
| ----------------- | ----------------- |
| Canada            | 10                |
| Irlanda           | 62                |
| Nuova Zelanda     | 30                |
| Regno Unito       | 91                |
| Stati Uniti       | 80                |